# Warszawa Koło
Warszawa Koło – przystanek osobowy PKP Polskich Linii Kolejowych położony na terenie warszawskiego osiedla Koło w dzielnicy Wola przy ulicy Obozowej, będący częścią kolei obwodowej w Warszawie. Wcześniej tę samą nazwę nosił przystanek osobowy położony dalej na południe, przy ulicy Górczewskiej, przemianowany w 2018 roku na Warszawa Młynów.
W roku 2022 dzienna wymiana pasażerska na przystanku wyniosła 300–399 osób.

## Historia
Przystanek został wybudowany w latach 2017–18 podczas modernizacji odcinka kolei obwodowej pomiędzy stacjami Warszawa Gdańska i Warszawa Zachodnia. Umowę na modernizację, wraz z budową tego przystanka, zawarto w lutym 2017 roku.
W lipcu 2018 PKP PLK informowały, że na nowym przystanku wybudowane są już słupy sieci trakcyjnej i wiaty nad dwoma peronami, trwał montaż tablic informacyjnych, ławek, oświetlenia i nagłośnienia. Od strony ulicy Obozowej budowane były wejścia na perony oraz windy. Od strony ulicy Zawiszy tworzone były łagodnie nachylone chodniki, ułatwiające dostęp osobom o ograniczonej mobilności. Planowano rozpoczęcie układania torów na przystanku i przyległym wiadukcie. W sierpniu zostały zakończone próby dynamiczne na wiaduktach i nowych torach, a na przystanku Warszawa Koło trwały prace wykończeniowe.
Przystanek został oddany do użytku 21 października 2018 roku, po zakończeniu remontu.

## Połączenia
| Przewoźnik         | Linia    | Trasa |       |
| ------------------ | -------- | --- | ----- |
| Koleje Mazowieckie | R80/RE80 | Warszawa Wschodnia/Warszawa Gdańska -- Warszawa Koło – Góra Kalwaria/Warka/Radom Główny/Skarżysko-Kamienna                    | [ 7 ] |
| Koleje Mazowieckie | R90/RE90 | Warszawa Zachodnia (peron 9) – Warszawa Koło – Legionowo – Nowy Dwór Mazowiecki – Modlin – Nasielsk/Ciechanów/Mława/Działdowo | [ 8 ] |
| SKM Warszawa       | S4       | Zegrze Południowe – Warszawa Koło – Piaseczno                                                                                 | [ 9 ] |
| SKM Warszawa       | S40      | Piaseczno – Warszawa Zachodnia (peron 9) – Warszawa Koło – Wieliszew/Radzymin                                                 | [ 9 ] |